# لدشم (تشيشير)
لدشم (بالإنجليزية: Ledsham, Cheshire)‏ هي قرية و أبرشية مدنية تقع في المملكة المتحدة في إنجلترا.  يقدر عدد سكانها بـ 88 نسمة .